# Rangers de Denver
Les Rangers du Colorado / Denver sont une franchise de hockey sur glace ayant évolué dans la Ligue internationale de hockey.

## Historique
L'équipe est créée en 1987 au Colorado à la suite du déménagement des Checkers d'Indianapolis et évolue dans la LIH en 1987-1988 sous le nom de Rangers du Colorado. L'équipe prend le nom de Rangers de Denver pour la saison suivante avant d'être vendue et relocalisée en 1989 pour devenir les Roadrunners de Phoenix . 

### Saisons en LIH
Note : PJ : parties jouées, V : victoires, D : défaites, N : matchs nuls, DP : défaite en prolongation, DF : défaite en fusillade, Pts : Points, BP : buts pour, BC : buts contre, Pun : minutes de pénalité
| Saison    | PJ | V  | D  | N | DP | Pts | Classement               | Séries éliminatoires | Entraîneur                   |
| --------- | -- | -- | -- | - | -- | --- | ------------------------ | -------------------- | ---------------------------- |
| 1987-1988 | 82 | 44 | 35 | 0 | 3  | 91  | 1e place, division Ouest | éliminé en 2e ronde  | Pete Mahovlich Doug Soetaert |
| 1988-1989 | 82 | 33 | 42 | 0 | 7  | 73  | 3e place, division Ouest | éliminé en 1er ronde | Pete Mahovlich               |